# Franz Fuchs
Pour les articles homonymes, voir Fuchs.
Franz Fuchs, né le 12 décembre 1949 à Gralla en Styrie et mort le 26 février 2000 à Graz (Styrie), est un militant nationaliste et xénophobe autrichien, auteur de plusieurs attentats à la lettre piégée. 
Entre 1993 et 1997, il a tué quatre personnes et en a blessé quinze, parfois gravement, en cinq vagues de lettres piégées avec un explosif artisanal (vingt-cinq au total). Ces attentats visaient des « étrangers » ou des « amis des étrangers ». Sa personnalité intelligente, asociale et solitaire a donné lieu à une médiatisation.

## Lettres piégées
Les premières victimes de sa première vague de lettres explosives furent le prêtre August Janisch (qui aidait des réfugiés), Silvana Meixner (journaliste qui traitait des minorités à l'ORF) et le maire de Vienne, Helmut Zilk, sévèrement blessé à la main gauche. Des lettres furent neutralisées chez Helmut Schüller (de l'organisation Caritas), chez Madeleine Petrovic (parti des Verts) et chez Terezija Stoisits, Wolfgang Gombocz et la ministre Johanna Dohnal,,.
Un officier de police, Theo Kelz, perdit ses deux mains en tentant de neutraliser une lettre piégée à l'école bilingue de Carinthie le 24 août 1994. Cela lui valut d'ailleurs d'être le premier Autrichien à recevoir une double transplantation des mains.
Franz Fuchs revendiqua ses attaques dans une lettre au ministre des Affaires étrangères slovène en septembre 1994 tentant de donner l'illusion d'une grande organisation à multiples ramifications (Armée de libération bavaroise).
Le 5 février 1995, quatre Roms perdirent la vie à Oberwart dans l'explosion d'un paquet étiqueté « Roma zurück nach Indien » (« Roms retournez en Inde »).
De juin 1995 à décembre 1995, il envoya trois vagues de lettres piégées supplémentaires. La troisième ciblait la présentatrice de télévision Arabella Kiesbauer, Dietrich Szameit (premier adjoint de Lübeck) et une agence de rendez vous. Kiesbauer et Szameit n'ouvrirent pas eux-mêmes leur courrier et ne furent pas blessés. La quatrième visa des médecins et une travailleuse sociale qui aidait les réfugiés, Maria Loley. Un médecin syrien et Maria Loley furent blessés; la dernière lettre piégée, visant un médecin sud-coréen fut neutralisée avant l'explosion. Deux lettres du cinquième envoi explosèrent dans les boites aux lettres, les deux autres étant neutralisées avant ouverture. Ce furent les dernières avant l'arrestation de Fuchs.

## Arrestation, jugement et suicide

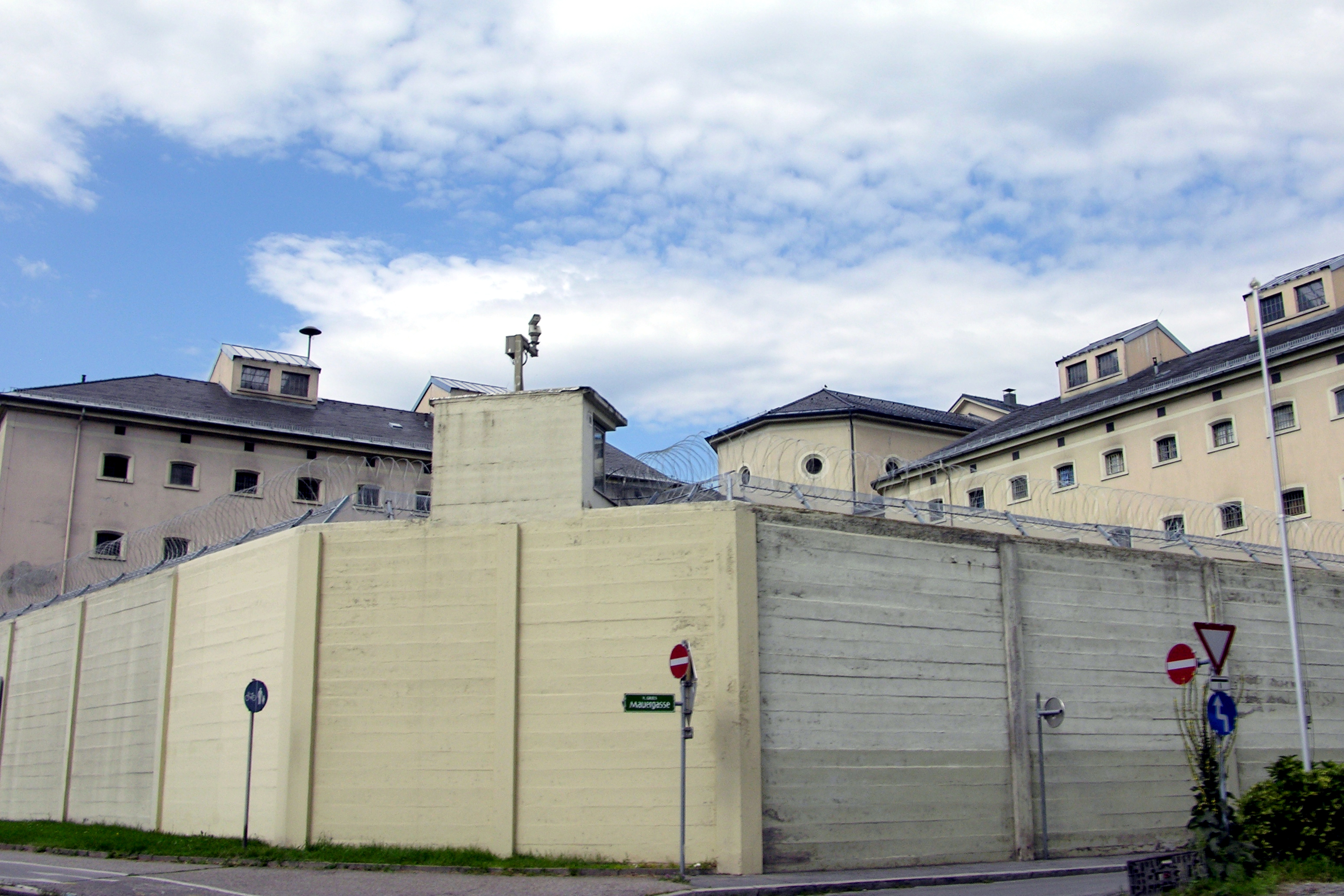
La prison de Graz-Karlau.

Fuchs, alors, était clairement devenu hautement paranoïaque. Le 1er octobre 1997 non loin de son domicile de Gralla, il poursuivit deux femmes qu'il imaginait chargées de sa surveillance. Lorsque la police l'interrogea pour ce qu'elle croyait être un harcèlement de routine, il prit un explosif dans sa voiture et se le fit exploser dans les mains. Cette tentative de suicide échoua mais il perdit ses mains et blessa un policier. Il fut condamné le 10 mars 1999 à la prison à vie au cours d'un procès qui, pour certains Autrichiens, ne permettait pas de faire la lumière sur tous les aspects du dossier, en particulier parce que l'attitude incohérente et provocatrice de Fuchs empêchait la sérénité des débats (il criait des diatribes anti étrangers et des slogans comme « vive l'Armée bavaroise de libération »).
Le 26 février 2000, Fuchs fut retrouvé pendu avec le câble de son rasoir électrique dans sa cellule de la prison de Graz-Karlau, ce qui entraîna une tentative de suicide du docteur de la prison.

## Questions en suspens et médiatisation
Quoique officiellement le procès ait clairement jugé qu'il n'existait pas d' « Armée bavaroise de libération », des doutes subsistèrent sur d'éventuelles complicités. Des traces d'explosifs autres que ceux qu'il avait utilisés furent trouvées dans les deux pièces où il avait vécu chez ses parents et la plupart des « lettres confessions » de Fuchs surprenaient par une qualité de rédaction qui ne lui était pas connue. On parla de procédures policières secrètes. Enfin, les conditions du décès de Fuchs troublèrent : personne n'expliqua comment un homme sans main (il refusait toute prothèse) et sous surveillance vidéo presque constante avait pu transformer le câble de son rasoir en une corde suffisamment solidement préparée pour le pendre d'autant qu'évidemment un prisonnier suicidaire et instable n'est pas théoriquement autorisé à détenir quoi que ce soit qui lui permettrait de se pendre (ceinture, lacet et donc a fortiori câble électrique).
En 2000 puis de nouveau en 2007, l'affaire fut portée à la télévision. Dans le docudrama Franz Fuchs - Un patriote, il est incarné par Karl Markovics.

## Dans la culture populaire
Dans la série de jeux vidéo Hitman, un des antagonistes porte le nom de Franz Fuchs ; il est également un terroriste autrichien d'extrême droite.